# 2021 RS2
2021 RS2 là một tiểu hành tinh rất nhỏ có quỹ đạo đi qua quỹ đạo của Trái Đất. NASA JPL đã phân loại 2021 RS2 là "Tiểu hành tinh gần Trái Đất" do quỹ đạo của nó gần Trái Đất, nhưng nó không được coi là có khả năng nguy hiểm vì các mô phỏng trên máy tính không cho thấy khả năng xảy ra va chạm trong tương lai.

## Mô tả
2021 RS2 hoàn thành 1 vòng quay quanh Mặt Trời cứ sau 506 ngày (1,39 năm). Khoảng cách của nó đến Mặt Trời gần nhất là 0,60 AU và xa nhất 1,89 AU. Dựa trên độ sáng và cách nó phản chiếu ánh sáng, RS2 2021 có thể có đường kính từ 0,002 đến 0,005 km. 2021 RS2 một tiểu hành tinh nhỏ trung bình, có kích thước tương đương với một chiếc xe buýt trường học hoặc nhỏ hơn.
Tiểu hành tinh 2021 RS2 có đường kính ước tính 11,5 feet (3,5 mét), được các nhà thiên văn học phát hiện tại Núi Lemmon ở Arizona với thông tin quỹ đạo tiết lộ rằng nó sẽ lướt qua Trái Đất trong những giờ tới.
2021 RS2 chỉ đến cách bề mặt Trái đất 9.532 dặm (15.340 km) và trong khi tiểu hành tinh này sẽ bốc cháy trong bầu khí quyển khi đi vào, 2021 RS2 chỉ là một ví dụ về việc Trái Đất đôi khi bị tấn công bởi các mảnh vỡ vũ trụ.

## Tiếp cận
Quỹ đạo của 2021 RS2 cách quỹ đạo Trái Đất 0,00 AU tại điểm gần nhất của nó. Điều này có nghĩa là quỹ đạo của nó rất gần với quỹ đạo của Trái Đất.
2021 RS2  có 16 cách tiếp cận gần được dự đoán trong những thập kỷ tới:
| Ngày                     | Khoảng cách từ Trái Đất (km) | Vận tốc (km/s) |
| ------------------------ | ---------------------------- | -------------- |
| Ngày 22 tháng 3 năm 2019 | 11,469,950                   | 15,389         |
| Ngày 8 tháng 9 năm 2021  | 21,705                       | 17,602         |
| Ngày 4 tháng 9 năm 2024  | 9,880,832                    | 18,304         |
| Ngày 1 tháng 9 năm 2027  | 21,459,055                   | 20,416         |
| Ngày 19 tháng 3 năm 2080 | 24,408,530                   | 21,007         |
| Ngày 16 tháng 3 năm 2083 | 13,115,938                   | 18,864         |
| Ngày 12 tháng 3 năm 2086 | 4,564,802                    | 17,035         |
| Ngày 9 tháng 3 năm 2089  | 6,476,806                    | 15,680         |
| Ngày 5 tháng 3 năm 2092  | 14,800,374                   | 14,124         |
| Ngày 28 tháng 2 năm 2095 | 25,045,506                   | 12,449         |
| Ngày 17 tháng 9 năm 2133 | 20,538,572                   | 13,020         |
| Ngày 13 tháng 9 năm 2136 | 10,703,053                   | 14,676         |
| Ngày 11 tháng 9 năm 2139 | 2,555,909                    | 16,107         |
| Ngày 10 tháng 9 năm 2142 | 890,328                      | 16,460         |
| Ngày 14 tháng 9 năm 2145 | 12,254,861                   | 14,406         |
| Ngày 19 tháng 9 năm 2148 | 24,659,889                   | 12,329         |

## Quan sát
Quỹ đạo của 2021 RS2 được xác định bởi các đài quan sát vào ngày 7 tháng 9 năm 2021. Nó được quan sát chính thức lần cuối vào ngày 8 tháng 9 năm 2021. Trung tâm Tiểu Hành Tinh của IAU ghi lại 41 quan sát được sử dụng để xác định quỹ đạo của nó.

## Khả năng tiếp cận và khám phá
Theo nghiên cứu của NHATS, tiểu hành tinh này không được coi là mục tiêu khả thi cho việc khám phá của con người.

## Đối tượng tương tự
Những vật thể này có quỹ đạo chia sẻ các đặc điểm tương tự với quỹ đạo của RS2 2021:
- 1620 Geographos (1951 RA)
- (10115) 1992 SK
- 10165 (1995 BL2)